# Namiddag in Ornans
Namiddag in Ornans (Frans: L'après-dinée à Ornans) is een schilderij van Gustave Courbet uit 1849. In datzelfde jaar kocht de Franse staat het werk aan op de Salon. Sindsdien wordt het tentoongesteld in het Museum voor Schone Kunsten in Rijsel.

## Voorstelling
Vanaf de salon van 1849 schreven de kunstenaars een begeleidende tekst bij hun werken. Over Namiddag in Ornans schreef Courbet:

C’était au mois de novembre, nous étions chez notre ami Cuenot, Marlet revenait de la chasse et nous avions engagé Promayet à jouer du violon devant mon père. 

(Het was in november, we waren bij onze vriend Cuenot thuis, Marlet kwam terug van de jacht en wij hadden Promayet gevraagd viool te spelen voor mijn vader.)
— Gustave Courbet

De violist Alphonse Promayet, een jeugdvriend van de schilder, neemt op het schilderij een belangrijke plaats in. Alle aandacht is op hem gericht. Urbain Cuenot, de gastheer, luistert met zijn hoofd op zijn hand geleund, terwijl Auguste Marlet, die op de rug wordt gezien, zijn pijp aanmaakt met een stukje gloeiend hout. Courbets vader Régis ten slotte lijkt in slaap gesukkeld na de maaltijd waarvan de overblijfselen nog zichtbaar zijn op tafel, inclusief de vlekken in het tafelkleed. De dikke kleding van de mannen, de dorre blaadjes in de hoek rechtsonder en het donkere kleurpalet dragen allemaal bij aan de herfstachtige sfeer.
Courbet schilderde Namiddag in Ornans in de winter van 1848 toen hij terug was in zijn geboorteplaats Ornans na een lang verblijf in Parijs. Voor deze realistische weergave van een alledaags gebeurtenis koos de kunstenaar een groot formaat dat in die tijd vrijwel uitsluitend voorbehouden was aan religieuze, mythologische of historische scènes. Deze grandioze opwaardering van een burgerlijk tafereel in de provincie markeert een belangrijk punt in de ontwikkeling van het realisme.

## Ontvangst
Namiddag in Ornans trok veel aandacht op de Salon van 1849. Het werk betekende de doorbraak van de kunstenaar. De criticus Jules Champfleury, een belangrijke aanhanger van het realisme, merkte op dat Courbets naam ineens op ieders lippen lag. De jury, die Delacroix en Ingres onder haar leden telde, beloonde Courbet zelfs met een gouden medaille.